# Serruys
Serruys was een jeneverstokerij gelegen op de grens tussen Moere en Koekelare, opgericht op het einde van de 18de eeuw. De stokerij kende zijn welvarendste periode in het midden van de 19de eeuw als gevolg van de industriële revolutie. 

## Geschiedenis
De stokerij werd opgericht door de familie Serruys die de grond in de periode van 1804-1805 kon overkopen van een lokale handelaar en later Ichtegemse burgemeester Ludovicus Ricour. De familie Serruys was oorspronkelijk afkomstig van Oostende waar ze een belangrijke rol speelden in het economische en politieke leven van de stad.
Jacques-François Serruys stichtte de stokerij in het bos aan de rand van Moere. Later kreeg de omgeving de naam het Stokerijbos. Geïnspireerd op de industriële stokerij methode op Hollandse wijze van de nabijgelegen Eernegemse stokerij Muuls, Mergaert en Cie, bouwde Jacques-François een bloeiende distilleerderij uit. Stokerij Serruys was voornamelijk gekend voor het distilleren van Oude Couckelaersche Klaren. Deze werd uitsluitend geproduceerd voor binnenlands gebruik.
In 1883 werd de stokerij overgekocht door Anton van Lede-De Bruyn. Onder zijn bezit ging de distilleerderij in verval. Na 1891 was er een kleine oplevering onder de Amsterdamse gerant Pierre Adan, die een nieuwe jenever stokerij bouwde met hoge schoorsteen. Tijdens de Eerste Wereldoorlog namen de Duitsers hun intrek in de stokerij en vernietigden de machines voor hun koperwaarde.